# الحاجز (فلم 1972)
الحاجز هو فيلمٌ مصريٌ أُنتج عام 1972. وهو أول فيلم يخرجه محمد راضي.

## قصة الفيلم
عزت فهمي (نور الشريف) طالب في كلية الطب، عاش في كنف أخيه الأكبر صلاح (يحيى شاهين). يرغب عزت في ترك كلية الطب لخوفه من الجراحة، في حين أن صلاح يعتقد أن لعزت حبيبة مجهولة هي التي تدفعه لترك الكلية، وترسل له الرسائل. في المقابل فإن صلاح له عشيقة مجهولة هي نادية (نادية لطفي)، يرفض صلاح الزواج منها رغم علاقته بها.
تقوم نادية بإغراء عزت، وهي المرأة المجهولة التي كانت تبعث له الرسائل، ويقع عزت في حبها. لكنه يحجم عن العلاقة بعد أن عرف أن نادية زوجةُ لصلاح. ويدور في نفس عزت صراع بين وفائه لأخيه، وبين حبّه لنادية التي تستمر في إغراءه.

## وصلات خارجية
- الحاجز على موقع الدهليز
- الحاجز على موقع قاعدة بيانات الأفلام العربية

## مصدر
1. ↑  أفلام نور الشريف كاملة ونبذة عن أهمها نسخة محفوظة 28 أغسطس 2021 على موقع واي باك مشين.
2. ↑  نور الشريف... الإبداع حتى آخر نفس نسخة محفوظة 2017-10-06 على موقع واي باك مشين.